# Frutz
La Frutz est une rivière autrichienne d'une longueur de 19 km, qui coule vers l’ouest dans la vallée de Laternsertal (de), dans la région de Feldkirch.
Elle se divise en deux bras au niveau de Rankweil avant de se réunir à nouveau peu avant de confluer dans le Rhin.

## Source
- (en) Cet article est partiellement ou en totalité issu de l’article de Wikipédia en anglais intitulé « Frutz » (voir la liste des auteurs).